# Richard Henderson
Richard Henderson (Edinburgh, 19 juli 1945) is een Schots moleculair bioloog en biofysicus. Hij is een pionier met het gebruik van elektronenmicroscopie voor biomoleculen. Hij deelde in 2017 de Nobelprijs voor de Scheikunde  met Jacques Dubochet en Joachim Frank.

## Biografie
Henderson ging naar de Boroughmuir High School en behaalde zijn bachelor in de natuurkunde aan de Universiteit van Edinburgh. Hij voltooide zijn promotieonderzoek onder supervisie van David Klap bij het Medical Research Council's Laboratory of Molecular Biology. Hij deed hiervoor een studie naar de structuur en het mechanisme van chymotrypsine. In 1969 behaalde hij een graad aan de Universiteit van Cambridge.
Zijn interesse in membraaneiwitten zette hem ertoe aan om als post-doctoraal onderzoeker aan de Yale-universiteit onderzoek te doen naar spanningsafhankelijke natriumkanalen. In 1973 keerde hij terug naar het MRC Laboratory of Molecular Biology. Aldaar verrichtte hij samen met Nigel Unwin onderzoek naar de structuur van het membraaneiwit bacteriorhodopsin met behulp van een elektronenmicroscoop. Van 1996 tot en met 2006 was hij directeur van het MRC Laboratory of Molecular Biology. Daarna kreeg hij de functie van programmaleider toebedeeld.
Hij was in 1993 tevens gasthoogleraar aan het Miller Institute van de University of California, Berkeley.

## Erkenning
- 1978 Willem Bate Hardy Prijs
- 1983 Fellow van de Royal Society
- 1984 Sir Hans Krebs Medaille door de Federatie van Europese Biochemische Samenlevingen
- 1981 Ernst-Ruska Prize for Electron Microscopy
- 1991 Lewis S. Rosenstiel Award
- 1993 Louis-Jeantet Prize for Medicine
- 1999 Gregori Aminoff prijs (samen met Nigel Unwin)
- 2008 Eredoctoraat Universiteit van Edinburgh
- 2016 Copley Medal van de Royal Society[5]
- 2016 Alexander Hollaender Award in Biophysics
- 2017 Nobelprijs voor de Scheikunde samen met Jacques Dubochet en Joachim Frank.